# 布罗尚站
布罗尚站（法語：Brochant）是巴黎地鐵的車站之一，位於巴黎十七區。布罗尚站是巴黎地鐵13號線西北支線的車站，車站名稱來自於布罗尚街。布罗尚街的名字則是取自於一位法國地理學家。布罗尚站開業於1912年1月20日，當時是北南公司B線的車站，在1931年3月27日成為巴黎地鐵的車站。

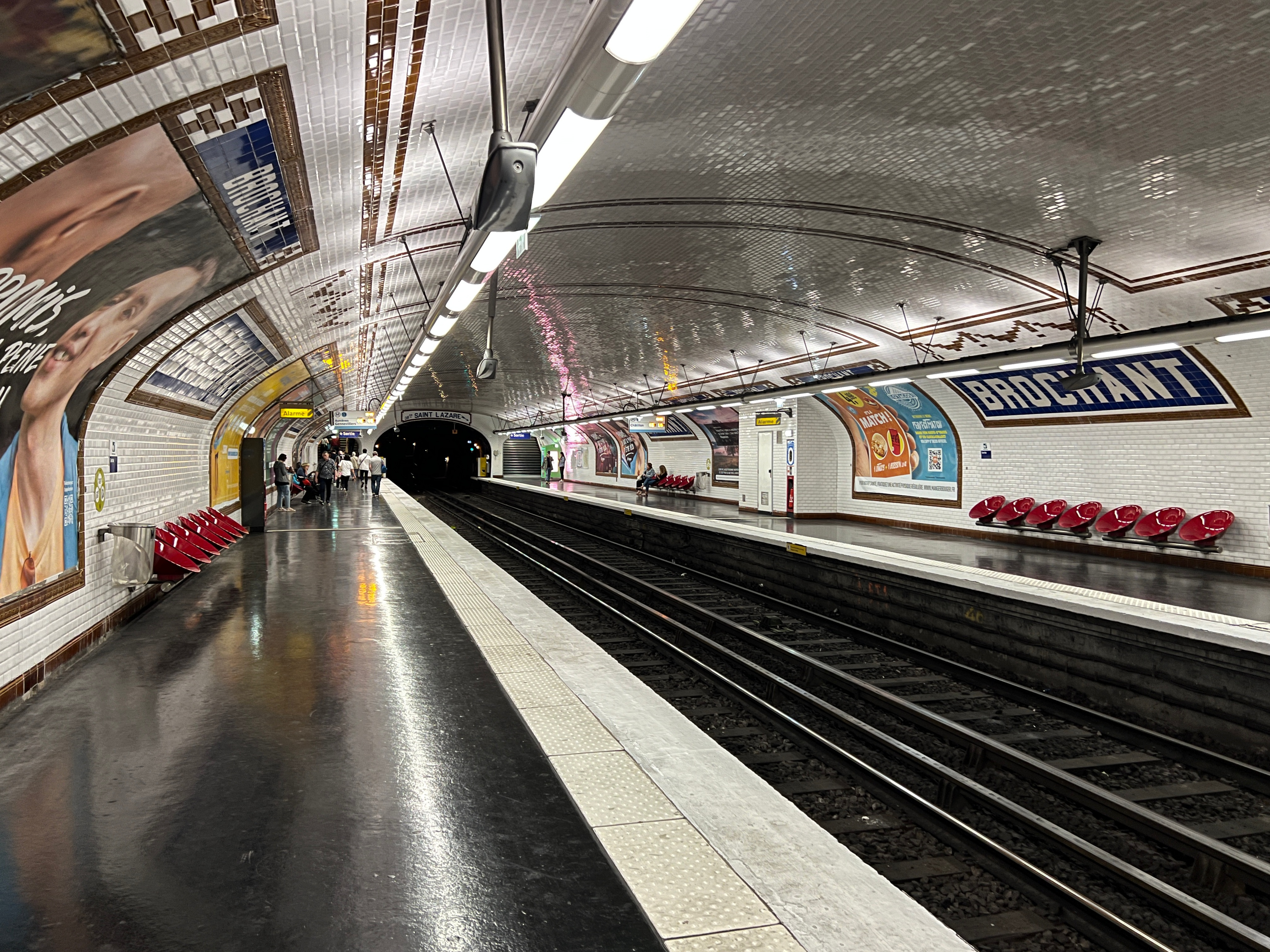
月台（2022年7月）

## 車站結構
| 街道層     |                    |                           |
| B1         | 夾層               |                           |
| 13號線月台 | 側式月台，右側開門 | 側式月台，右側開門        |
| 13號線月台 | 北行               | 往莱库尔蒂耶（克利希門）  |
| 13號線月台 | 南行               | 往沙蒂永-蒙魯日（岔路口） |
| 13號線月台 | 側式月台，右側開門 |                           |